# Bolivia en la clasificación de Conmebol para la Copa Mundial de Fútbol de 2014
La selección de fútbol de Bolivia fue uno de los nueve equipos nacionales que participaron en la clasificación de Conmebol para la Copa Mundial de Fútbol, en la que se definieron los representantes de Conmebol para la Copa Mundial de Fútbol de 2014 que se desarrolló en Brasil.

## Sedes
| Ciudad              | Estadio        |
| ------------------- | -------------- |
| La Paz              | Hernando Siles |
|                     |                |
| 41 143 espectadores |                |

## Tabla final de posiciones
| Equipo    | Pts. | PJ | PG | PE | PP | GF | GC | Dif. |
| --------- | ---- | -- | -- | -- | -- | -- | -- | ---- |
| Argentina | 32   | 16 | 9  | 5  | 2  | 35 | 15 | 20   |
| Colombia  | 30   | 16 | 9  | 3  | 4  | 27 | 13 | 14   |
| Chile     | 28   | 16 | 9  | 1  | 6  | 29 | 25 | 4    |
| Ecuador   | 25   | 16 | 7  | 4  | 5  | 20 | 16 | 4    |
| Uruguay   | 25   | 16 | 7  | 4  | 5  | 25 | 25 | 0    |
| Venezuela | 20   | 16 | 5  | 5  | 6  | 14 | 20 | -6   |
| Perú      | 15   | 16 | 4  | 3  | 9  | 17 | 26 | -9   |
| Bolivia   | 12   | 16 | 2  | 6  | 8  | 17 | 30 | -13  |
| Paraguay  | 12   | 16 | 3  | 3  | 10 | 17 | 31 | -14  |

### Evolución de posiciones
| País / Fecha | 1   | 2   | 3   | 4   | 5   | 6   | 7   | 8   | 9   | 10  | 11  | 12  | 13  | 14  | 15  | 16  | 17  | 18  |
| ------------ | --- | --- | --- | --- | --- | --- | --- | --- | --- | --- | --- | --- | --- | --- | --- | --- | --- | --- |
| Bolivia      | 6.º | 9.º | 9.º | 9.° | 9.º | 7.º | 8.º | 8.º | 8.º | 7.º | 8.º | 8.° | 8.° | 8.º | 9.º | 8.º | 9.º | 8.º |

## Partidos

### Primera vuelta
| 7 de octubre de 2011, 16:00 (UTC-3) | Uruguay                                  | 4:2 (3:1) | Bolivia                          | Estadio Centenario, Montevideo                              |                                                             |
|                                     | Suárez 3' · Lugano 25', 71' · Cavani 34' | Reporte   | Cardozo 17' · Martins 87' (pen.) | Asistencia: 25 500 espectadores Árbitro(s): Víctor Carrillo | Asistencia: 25 500 espectadores Árbitro(s): Víctor Carrillo |

| 11 de octubre de 2011, 16:00 (UTC−4) | Bolivia    | 1:2 (0:0) | Colombia                 | Estadio Hernando Siles, La Paz                              |                                                             |
|                                      | Flores 84' | Reporte   | Pabón 48' · Falcao 90+2' | Asistencia: 33 155 espectadores Árbitro(s): Carlos Amarilla | Asistencia: 33 155 espectadores Árbitro(s): Carlos Amarilla |

| 11 de noviembre de 2011, 16:30 (UTC−3) | Argentina   | 1:1 (0:0) | Bolivia     | Estadio Monumental, Buenos Aires                        |                                                         |
|                                        | Lavezzi 59' | Reporte   | Martins 55' | Asistencia: 27 592 espectadores Árbitro(s): Carlos Vera | Asistencia: 27 592 espectadores Árbitro(s): Carlos Vera |

| 15 de noviembre de 2011, 20:30 (UTC-4:30) | Venezuela       | 1:0 (1:0) | Bolivia | Polideportivo de Pueblo Nuevo, San Cristóbal                |                                                             |
|                                           | Vizcarrondo 25' | Reporte   |         | Asistencia: 33 351 espectadores Árbitro(s): Georges Buckley | Asistencia: 33 351 espectadores Árbitro(s): Georges Buckley |

| 2 de junio de 2012, 16:10 (UTC-4) | Bolivia | 0:2 (0:1) | Chile                      | Estadio Hernando Siles, La Paz                               |                                                              |
|                                   |         | Reporte   | Aránguiz 45+2' · Vidal 82' | Asistencia: 34 389 espectadores Árbitro(s): Alfredo Intriago | Asistencia: 34 389 espectadores Árbitro(s): Alfredo Intriago |

| 9 de junio de 2012, 16:00 (UTC-4) | Bolivia                     | 3:1 (1:0) | Paraguay    | Estadio Hernando Siles, La Paz                              |                                                             |
|                                   | Peña 10' · Escobar 70', 80' | Reporte   | Riveros 83' | Asistencia: 17 320 espectadores Árbitro(s): Roberto Silvera | Asistencia: 17 320 espectadores Árbitro(s): Roberto Silvera |

| 7 de septiembre de 2012, 16:00 (UTC−5) | Ecuador            | 1:0 (0:0) | Bolivia | Estadio Olímpico Atahualpa, Quito                     |                                                       |
|                                        | Caicedo 73' (pen.) | Reporte   |         | Asistencia: 32 213 espectadores Árbitro(s): Juan Soto | Asistencia: 32 213 espectadores Árbitro(s): Juan Soto |

| 12 de octubre de 2012, 16:00 (UTC−4) | Bolivia       | 1:1 (0:1) | Perú       | Estadio Hernando Siles, La Paz                          |                                                         |
|                                      | Chumacero 51' | Reporte   | Mariño 21' | Asistencia: 37 500 espectadores Árbitro(s): Carlos Vera | Asistencia: 37 500 espectadores Árbitro(s): Carlos Vera |

### Segunda vuelta
| 16 de octubre de 2012, 16:00 (UTC−4) | Bolivia                           | 4:1 (2:0) | Uruguay    | Estadio Hernando Siles, La Paz                                 |                                                                |
|                                      | Saucedo 5', 50', 54' · Mojica 26' | Reporte   | Suárez 80' | Asistencia: 25.042 espectadores Árbitro(s): Víctor Hugo Rivera | Asistencia: 25.042 espectadores Árbitro(s): Víctor Hugo Rivera |

| 22 de marzo de 2013, 15:00 (UTC−5) | Colombia                                                            | 5:0 (1:0) | Bolivia | Estadio Metropolitano Roberto Meléndez, Barranquilla            |                                                                 |
|                                    | Torres 20' · Valdés 49' · Gutiérrez 62' · Falcao 86' · Armero 90+3' | Reporte   |         | Asistencia: 50.000 espectadores Árbitro(s): Carlos Alfredo Vera | Asistencia: 50.000 espectadores Árbitro(s): Carlos Alfredo Vera |

| 26 de marzo de 2013, 16:00 (UTC–4) | Bolivia     | 1:1 (1:1) | Argentina  | Estadio Hernando Siles, La Paz                            |                                                           |
|                                    | Martins 25' | Reporte   | Banega 44' | Asistencia: 35.000 espectadores Árbitro(s): Enrique Osses | Asistencia: 35.000 espectadores Árbitro(s): Enrique Osses |

| 7 de junio de 2013 , 16:00 (UTC–4) | Bolivia    | 1:1 (0:0) | Venezuela  | Estadio Hernando Siles, La Paz                               |                                                              |
|                                    | Campos 86' | Reporte   | Arango 58' | Asistencia: 10.155 espectadores Árbitro(s): Patricio Loustau | Asistencia: 10.155 espectadores Árbitro(s): Patricio Loustau |

| 11 de junio de 2013, 20:00 (UTC–4) | Chile                                  | 3:1 (2:1) | Bolivia     | Estadio Nacional, Santiago                                |                                                           |
|                                    | Vargas 17' · Sánchez 18' · Vidal 90+2' | Reporte   | Martins 32' | Asistencia: 45.000 espectadores Árbitro(s): Darío Ubriaco | Asistencia: 45.000 espectadores Árbitro(s): Darío Ubriaco |

| 6 de septiembre de 2013, 18:30 (UTC–4) | Paraguay                                            | 4:0 (1:0) | Bolivia | Estadio Defensores del Chaco, Asunción                      |                                                             |
|                                        | Fabbro 17' · Santa Cruz 47' · Ortiz 81' · Gómez 84' | Reporte   |         | Asistencia: 20.000 espectadores Árbitro(s): Víctor Carrillo | Asistencia: 20.000 espectadores Árbitro(s): Víctor Carrillo |

| 10 de septiembre de 2013, 16:00 (UTC–4) | Bolivia        | 1:1 (0:0) | Ecuador            | Estadio Hernando Siles, La Paz                                |                                                               |
|                                         | Arrascaita 46' | Reporte   | Caicedo 58' (pen.) | Asistencia: 12.043 espectadores Árbitro(s): Paulo de Oliveira | Asistencia: 12.043 espectadores Árbitro(s): Paulo de Oliveira |

| 15 de octubre de 2013, 21:15 (UTC–5)                                                                              | Perú      | 1:1 (1:1) | Bolivia        | Estadio Nacional, Lima                                   |                                                          |
| | Yotún 18' | Reporte   | Bejarano 45+1' | Asistencia: 110 espectadores Árbitro(s): Enrique Cáceres | Asistencia: 110 espectadores Árbitro(s): Enrique Cáceres |
| Se jugó a puertas cerradas debido a los incidentes ocurridos en el final del partido de la fecha 15 ante Uruguay. |           |           |                |                                                          |                                                          |